# 김태현 (성우)
김태현(1972년 3월 25일 ~ ) 은 대한민국의 성우이다. 1991년 CBS에 입사했으며, 현재는 CBS 17기이다. 기독교방송 성우극회 소속.

## 주요 출연작품

### 방송
- 뉴스 투데이 (KBS) - 2001년 6월 22일 출연
- 톡톡 이브닝 (KBS2) - 2002년 1월 31일 출연
- 서세원쇼  (KBS)
- 리얼드라마 (iTV)
- 토크쇼 임성훈과 함께 (MBC) - 2002년경 출연
- 호기심 천국(SBS)
- SBS 골프채널

### 안내녹음
- 국민은행, 국민카드 홈뱅킹
- SK텔레콤
- KTF 음성안내
- 인천국제공항
- 한빛은행
- 삼성전자
- 한솔 UMS
- 듣기평가 수능
- 대성
- 전국연합학력평가 듣기평가
- 각종 CD-R 녹음
- 우체국, 은행, 관공서 번호표 안내음성
- 토픽(한국어능력시험) 녹음

### 교재
- EBS 학습교재 수학, 국민윤리, 초등교사연수 등
- 중앙출판
- 초등영어
- 구몬수학
- 홍문서고
- 구몬영어
- 한솔 신기한 영어 나라
- 영재영어
- 시사영어사
- 빨간펜 프리스쿨

### 광고, 홍보물
- LG전자 싸이언
- 로레알
- 유한킴벌리
- LG디지털
- SK건설
- 한양대학교
- 서울우유
- 용각산쿨

### 라디오
- CBS 가족 드라마 "우리집은요?" - 꼬마
- CBS 다큐멘터리 드라마 성경인물전
- 현장르포 - 이것이 인생이다 (CBS 라디오)